# Leonard Hussey
Leonard Duncan Albert Hussey OBE (Londres, 6 de Junho de 1891 – Londres, 25 de Fevereiro de 1964) foi um meteorologista, arqueólogo e explorador inglês. Foi membro da Expedição Transantártica Imperial e da Expedição Shackleton–Rowett, lideradas por Ernest Shackleton. Nesta última expedição, estava com Shackleton quando este morreu, e transportou o seu corpo até Inglaterra.
Hussey também prestou serviço nas Forças Armadas do Reino Unido durante a Primeira Guerra Mundial, em França, e com Shackleton na Rússia. Depois de regressar à medicina privada, Hussey presta serviço como oficial-médico em 1940, durante a Segunda Guerra Mundial, na Força Aérea Real. Voltando, de novo, ao serviço médico civil, em 1946, é membro do Real Colégio de Médicos, conferencista, autor e chefe dos escoteiros da  The Scout Association antes de se reformar.